# День победы (Бангладеш)

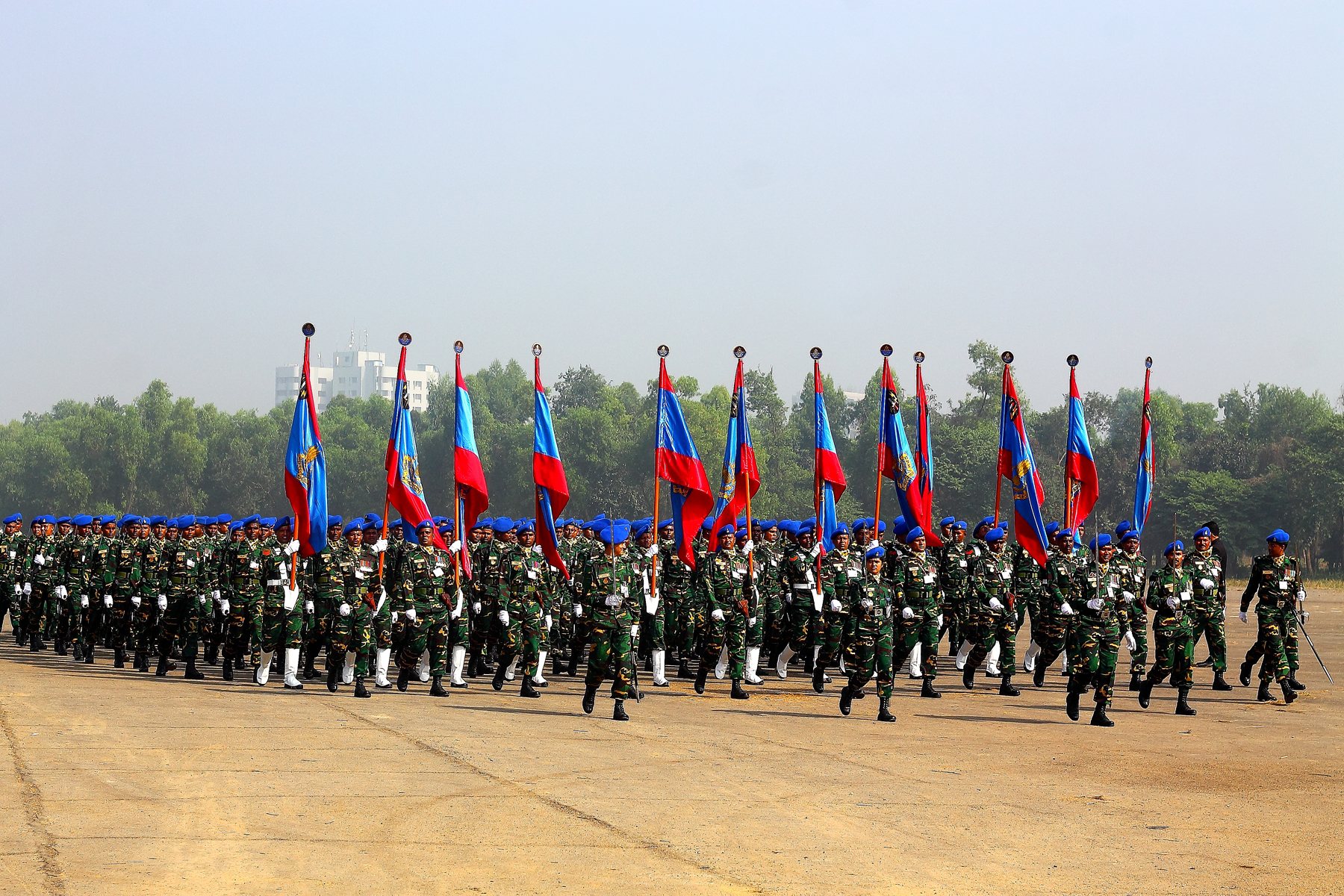
Парад 2012 года

День победы (бенг. বিজয় দিবস Bijôe Dibôsh) — национальный праздник в Бангладеш, который отмечают 16 декабря. В этот день в 1971 году пакистанская армия сдалась индо-бангладешскому верховному командованию в Дакке, закончив 9-месячную войну за независимость Бангладеш и геноцид. Генерал Амир Ниязи, командир пакистанских сухопутных войск, расположенных в восточном Пакистане, сдал свои войска генерал-лейтенанту Джегджиту Сингу Авроре, командующему союзными войсками. В память победы над Пакистаном тот же день объявлен государственным праздником в Индии — Днём победы над Пакистаном.